# Фюрстенау
Фюрстенау (на немски: Fürstenau) е град в окръг Оснабрюк, в Долна Саксония, Германия, с 9174 жители (31 декември 2014). Намира се на ок. 43 km от Оснабрюк, на 74 km от Мюнстер, и на 113 km от Бремен.
Фюрстенау е член на градския съюз Ханза.